# Путники (Молодечненский район)
Путники (бел. Пу́тнікі) — деревня в Молодечненском районе Минской области Беларуси. Входит в состав Радошковичского сельсовета.

## География
Пролегают дороги Н-9123, Н-9152.
Ближайшие населённые пункты Володьки, Декшняны, Шеметовщина и др.

### Гидрография
Река Чернявка.

## История
В 1904 году Радошковской волости Вилейского уезда Виленской губернии.

## Население

### Численность
- 2019 год — 77 жителей

### Динамика
- 1999 год — 165 жителей (перепись населения)
- 2009 год — 119 жителей (перепись населения)[3]
- 2019 год — 77 жителей (перепись населения)

## Культура
- Клуб-библиотека

## Достопримечательность
- Памятник неизвестному советскому воину